# Beiträge zur Rechtsgeschichte Österreichs
Beiträge zur Rechtsgeschichte Österreichs (zkratka BRGÖ), česky Příspěvky k právním dějinám Rakouska, je rakouský recenzovaný časopis, který vychází dvakrát ročně jak v tištěné, tak online podobě, ve Vydavatelství Rakouské akademie věd (ÖAW). Časopis připravuje do tisku od roku 2011 Komise pro právní dějiny Rakouska Rakouské akademie věd. Publikovány v něm jsou články v němčině nebo angličtině ze všech oblastí právních dějin (ústavní dějiny, dějiny občanského, trestního a procesního práva, jakož i dějiny právní vědy) od středověku až do současnosti. Zaměření časopisu se neomezuje pouze na Rakousko, nýbrž i na právní vývoj v zemích, které náležely do roku 1918 do habsburského soustátí. Některá čísla časopisu BRGÖ jsou monotematická a většinou jsou v nich publikovány příspěvky, které zazněly na některé z konferencí organizovaných vídeňskou právnickou fakultou. V roce 2019 bylo publikováno monotematické číslo, ve kterém byly otištěny příspěvky pronesené na konferenci organizované Katedrou dějin státu a práva Právnické fakulty MU v Brně a Rakouskou akademií věd věnované stíhání sexuálních trestných činů v historii.

## Recenzní řízení
Všechny příspěvky publikované v časopise prochází recenzním řízením (Peer-Review). Předsedou redakční rady je Thomas Olechowski z vídeňské právnické fakulty, který zároveň reprezentuje Komisi pro právní dějiny Rakouska Rakouské akademie věd. Na vydávání časopisu se také účastní mezinárodní redakční rada, ve které Českou republiku zastupují Karolina Adamová a Jaromír Tauchen.